# Mezarje
Mezarje je muslimansko groblje. Kod muslimana se klanja dženaza, nakon čega se tijelo na tabutu prenese do mezara, gdje se pokopa. U tradiciji muslimana Bošnjaka je da se mezar obilježi nišanima odnosno uspravnim nadgrobnim spomenicima bijele boje na kojima je ispisano ime i prezime preminulog,te podaci o vremenu rođenja i preseljenja na ahiret. Mezari istaknutih Bošnjaka su često izgređeni kao turbeta. Pripadnici Crkve bosanske također su grobove obilježavali nadgrobnim spomenicima stećcima (riječ steći znači stajati). Postoji nekoliko primjera gdje su prvi pripadnici islama u Bosni zadržali kršćanske i bogumilske načine obilježavanja mezara, kao npr. u Alifakovcu u Sarajevu.